# تلخيص الأدلة لقواعد التوحيد
تلخيص الأدلة لقواعد التوحيد (بالتركية: Telhîsü'l-edille li-kavâidi't-tevhîd)‏ هو كتاب في أصول الدين وعلم الكلام للإمام أبي إسحاق الصفار البخاري الحنفي الماتريدي، الملقب بالزاهد (ت 534هـ). عبارة عن دراسة مستفيضة أراد منها أن يعرض فيها عقيدة أهل السنة والجماعة، ويحصّنها ضد أي انتقاد يمكن أن تتعرض له، وذلك عبر أدلة من القرآن والحديث النبوي، إضافة إلى العديد من الشواهد والعبر والحجج المنطقية. والمؤلف يتّبع بالإجمال ترتيب المواضيع المعتمد في معظم المؤلفات الدينية، إلا أنه يتعمّق في بعض النقاط التي يعتبرها ذات أهمية كبرى. فيعالج بإسهاب أنواع مختلفة من العوارض والمشكلات. أما السمة الرئيسية المميزة للكتاب، فتتمثل في النقاش المستفيض في صفات الله الذي يشكّل حوالي ثلث المتن الإجمالي. حيث جمع الصفّار صفات الله التي أوردها السلف الصالح، وهي صفات يسلّم بها، ويريد أن يزيل أي شك عنها، فيقول في إثبات الأسماء والصفات: 
| تلخيص الأدلة لقواعد التوحيد | واعلم بأنه ليس في إثبات الأسماء وصفاته تشابه بينه وبين خلقه لما بيّنا. ومن الفلاسفة من نفى اسم الله وصفته لئلا يقع التشابه بينه وبين خلقه، وهو باطل، لأنه يلزمه على ذلك الجهل بالله أو الحيرة في المعرفة. ألا ترى أنه إذا قيل له: من تعبد ومن إلهك، ومن أمرك ومن نهاك، ومن خلقك؟ وبأي دين تدين، ومن به بدء العالم العلوي والسفلي؟ فلابد وأن يذكر اسماً أو يلزمه الجهل والحيرة في المعرفة. وأمّا أهل الحق فإنهم آمنوا بأسماء الله تعالى وصفاته، على ما نطق به الكتاب والسنة بلا تشبيه ولا تعطيل، وما روي في الأخبار من الألفاظ المتشابهة في الصفات، فإن طريقه الآحاد، ولا يقبل خبر الواحد إلا بشرائط منها: أن لا يكون في موضع الشهرة والبلوى، ومنها أن لا يكون في سنده سقم ولا في متنه سقم، ومنها أن لا يخالف الأصول الممهّدة من كتاب الله وسنة رسوله المتواترة وإجماع الأمة، فإذا خالف شيئاً من ذلك لم يقبل. وليس في رده رد قول الرسول، بل الرد يقع على قول غير الرسول. وقد روي عن رسول الله صلى الله عليه وسلم أنه قال: "إذا سمعتم عني حديثاً تلين به قلوبكم وأبشاركم وأشعاركم، وترون أنه قريب منكم فأنا أقرب منه. وإذا سمعتم عني حديثاً تقشعر منه جلودكم وأشعاركم وأبشاركم، وترون أنه منكم بعيد فأنا أبعد منه". فقد أشار صلى الله عليه وسلم إلى ما بيّنا أن ما يخالف الأصول الممهدة فإن القلوب لا تطمئن إليه، وما يوافقها فإن القلوب تطمئن إليه. فيجب قبول ما يوافق هذه الأصول، ويجب رد ما خالف هذه الأصول، إلا إذا أمكن تأويله فيتأوّل على ما يوافق الأصول في اللغة والدين.... | تلخيص الأدلة لقواعد التوحيد |

والكتاب ينفرد – من بين كتب الماتريدية – بتقديم شرح كامل لأسماء الله الحسنى يظهر من خلاله براعة الصفار في الرد على كثير من الفرق والملل. وهو ما يجعل الكتاب مهمًّا في بابه.